# Clorat
L'anió clorat és un oxoanió de fórmula ClO3. En aquest cas l'àtom de clorestà en l'estat d'oxidació +5. "Clorat" també es pot referir al compost químic que conté aquest anió; Els clorats són les sals químiques de l'àcid clòric. Els anions clorat tenen estructura piramidal trigonal.
Els clorats són poderosos oxidants i s'han de mantenir allunyats de materials orgànics o que siguin fàcilment oxidats. Les mescles de lessals de cloats amb pràcticament qualsevol material combustible (sucre, serradures, metalls, etc.) entraran ràpidament en deflagració. Els clorats s'havien utilitzat en pirotècnia per això, però ja no per ser inestables i ara es fan servir els perclorats.

## Preparación

### En laboratori
Els clorats metàl·lics es poden fer afegint clor a hidròxids metàl·lics en calent com l'KOH:
3 Cl₂ + 6 KOH → 5 KCl + KClO₃ + 3 H₂O
En aquesta reaccó el clor experimenta reducció i oxidació.

### Industrial
Per la síntesi industrial del clorat de sodi es comença amb clorur de sodi aquós. Cal una temperatura de 50-70 °C 

## Compostos (sals)
Alguns exemples inclouen
- clorat de potassi, KClO₃
- clorat de sodi, NaClO₃
- clorat de magnesi, Mg(ClO₃)₂

## Toxicitat
Els clorats són relativament tòxic, però formen generalment clorurs innocus per reducció.